# Инцидент 228
Инцидентът 228 или клането от 28 февруари (на китайски: 二二八事件) е анти-правителствен бунт в Тайван. Получава името си от датата на събитието, което започва на 27 февруари 1947 г. и е насилствено потушено от правителството на Република Китай, водено от партията Гоминдан. На 28 февруари те започват масово преследване, задържане и екзекуции на местното население. Предполагаемия брой на жертвите варира между 18 хил. и 28 хил. души. Клането бележи началото на периода на терор на партията Гоминдан в Тайван, през който десетки хиляди граждани изчезват, биват убивани или хвърляни в затвора. Този инцидент е един от най-важните събития в модерната история на Тайван и изиграва основна мотивация за освободителното движение на Тайван.
През 1945 г., след капитулацията на Япония в края на Втората световна война, Съюзниците дават временния административен контрол над Тайван на Република Китай, като така слагат край на 50-годишната японска колониална власт. Местните жители се обиждат от своевластното и често корумпирано поведение на властите на Гоминдана, включително произволно конфискуване на частна собственост и погрешното ѝ икономическо управление. На 27 февруари 1947 г. в Тайпе възниква спор между търговец на цигари и офицер от Службата на монопола, от който пламва гражданско неподчинение и открит бунт, който продължава с дни. Насилието се разпространява и води до безразборно линчуване на хората от континентален Китай. Бунтът е кърваво потушен от Националната революционна армия, а на острова е обявено военно положение.
Темата официално е табу в продължение на десетилетия. На годишнината от събитието през 1995 г. президентът на Тайван Ли Тенхуей говори по темата за пръв път публично. В днешно време събитието се дискутира открито, а детайлите покрай него вече са обект на правителствени и академични изследвания. 28 февруари е официален празник в страната, като всяка година на тази дата президентът на Тайван се събира с други държавни служители, за да ударят възпоменателен звънец в памет на жертвите. Паметници и паркове в памет на жертвите от 28 февруари са издигнати в редица тайвански градове.